# Piatra Crinului
Piatra Crinului este o arie protejată de interes național  situată în apropierea orașului Petroșani în județul Hunedoara, ce corespunde categoriei a IV-a IUCN (rezervație naturală, tip botanic).
Rezervația naturală cu o suprafață de 0,5 ha, aflată la limita superioară a zonei forestiere (Munții Parâng), unde pe formațiuni stâncoase crește planta erbacee Potentilla haynaldiana.